# Cinnamomum brachythyrsum
Cinnamomum brachythyrsum là loài thực vật có hoa trong họ Nguyệt quế. Loài này được J.Li miêu tả khoa học đầu tiên năm 1996.